# Malmö (Gemeinde)
Koordinaten: 55° 36′ N, 13° 0′ O

Malmö ist eine Gemeinde (schwedisch kommun) in der schwedischen Provinz Skåne län und der historischen Provinz Schonen. Der Hauptort der Gemeinde ist Malmö.

## Politik
Der Gemeinderat (schwedisch kommunfullmäktige) hat in der Mandatperiode 2022–2026 folgende Verteilung der 61 Sitze:
| SitzverteilungInsgesamt 61 Sitze - V: 9 - S: 20 - MP: 4 - C: 2 - L: 3 - M: 13 - SD: 10 | Gemeinderatswahl 2022 %403020100 30,70 %19,41 %14,94 %13,62 %5,48 %4,86 %3,78 %5,03 % SMSDVMPLCSonst. |

## Orte
Folgende Orte sind größere Ortschaften (tätorter):
- Bunkeflostrand
- Kristineberg
- Malmö
- Oxie
- Södra Klagshamn
- Tygelsjö
- Västra Klagstorp
- Vintrie

## Gliederung der Stadt Malmö
Die Verwaltung der Gemeinde gliedert sich in fünf Stadtbezirke.
Die Gliederung von 1996 bis Juni 2013 in zehn Stadtteile, wurde am 1. Juli 2013 reformiert, wobei die Stadtteile in fünf Stadtbezirke zusammengelegt wurden.

### Stadtbezirke
|  | - Centrum - Fosie (mit Fosiestein) - Husie - Hyllie - Kirseberg - Limhamn-Bunkeflo - Oxie - Rosengård - Södra Innerstaden - Västra Innerstaden |  |  |  | - Norr - Öster - Söder - Väster - Innerstaden |  |  |  |

### Sonstige
Die zum Malmöer Stadtteil Husie gehörende Ortschaft Tullstorp sowie der Hauptort der Gemeinde Burlöv, Arlöv, sind inzwischen durch Bebauung so mit dem Gebiet der Ortschaft (tätort) Malmö zusammengewachsen, dass sie in statistischen Fragen zu Malmö gerechnet werden und keine eigenständigen Ortschaften mehr sind. 

## Städtepartnerschaften
Partnerstädte Malmös sind:
| - Vaasa, Finnland, seit 1940 - Warna, Bulgarien, seit 1987 - Tangshan, Volksrepublik China, seit 1987 - Port Adelaide, Australien, seit 1988 | - Florenz, Italien, seit 1989 - Tallinn, Estland, seit 1989 - Stettin, Polen, seit 1990 - Stralsund, Mecklenburg-Vorpommern, seit 1991 |

Des Weiteren bestehen spezielle Übereinkommen mit der russischen Stadt Kaliningrad, der italienischen Provinz Chieti (seit 2001) sowie seit 2003 mit Newcastle in Großbritannien.